# One Kill Wonder
One Kill Wonder è un album della band Melodic death metal/Thrash metal The Haunted. È stato pubblicato nel 2003 dopo essere stato registrato e mixato allo Studio Fredman, Göteborg, Svezia.

## Tracce
1. Privation of Faith Inc. (Intro) – 1:51
2. Godpuppet – 1:59
3. Shadow World – 3:40
4. Everlasting – 3:08
5. D.O.A. – 4:21
6. Demon Eyes – 4:38
7. Urban Predator – 3:14
8. Downward Spiral – 4:21
9. Shithead – 3:52
10. Bloodletting – 4:08
11. One Kill Wonder – 2:59
12. Well Of Souls – 4:43 (bonus track giapponese)

## Formazione
- Marco Aro - voce
- Anders Björler - Prima Chitarra
- Patrick Jensen - Chitarra Ritmica
- Jonas Björler - basso
- Per Möller Jensen - batteria